# Диър Парк (Калифорния)
Вижте пояснителната страница за други значения на Диър Парк.
Диър Парк (Deer Park, „Еленов парк“) е населено място в окръг Напа, в района на залива на Сан Франциско, щата Калифорния, Съединените американски щати.
Има население от 1433 души (2000). Общата площ на Диър Парк е 14,8 кв. км (5,7 кв. мили).
1. ↑  data.census.gov //   Посетен на 1 януари 2022 г.